# Martin Havlát
Martin Havlát (IPA: [ˈmarcɪn ˈɦavlaːt]; * 19. April 1981 in Mladá Boleslav, Tschechoslowakei) ist ein ehemaliger tschechischer Eishockeyspieler. Der rechte Flügelstürmer absolvierte 865 Spiele in der National Hockey League, den Großteil davon für die Ottawa Senators, Chicago Blackhawks, Minnesota Wild und San Jose Sharks. Mit der tschechischen Nationalmannschaft wurde Havlát im Jahre 2000 Weltmeister und nahm an zwei Olympischen Winterspielen teil.

## Karriere
Martin Havlát begann seine Karriere 1996 in der tschechischen U18-Liga, wo er für Ytong Brno spielte. In der Saison 1997/98 spielte er seine ersten fünf Spiele für die U20-Mannschaft von Brno und konnte dort überzeugen, da er zwölf Punkte erzielte. 1998 wechselte er zu HC Třinec, für die er sowohl in der U20-Liga, aber auch bei den Profis in der Extraliga eingesetzt wurde. Die Talentscouts der National Hockey League waren auf ihn aufmerksam geworden und so wurde er im NHL Entry Draft 1999 von den Ottawa Senators in der ersten Runde an Position 26 ausgewählt. Er spielte noch ein Jahr in Třinec, ehe er im Sommer 2000 nach Nordamerika ging.
Bei den Ottawa Senators konnte er sich gleich etablieren und wurde am Ende der Saison für die Calder Memorial Trophy als bester Rookie nominiert. 2002 nahm er mit der tschechischen Nationalmannschaft an den Olympischen Winterspielen teil. Von Jahr zu Jahr konnte er seine Punkteausbeute erhöhen. In der Saison 2003/04 kam er in 68 Spielen auf 68 Punkte. In der Saison wurde Havlát für insgesamt vier Spiele gesperrt. Für zwei Spiele, nachdem er Gegenspieler Mark Recchi mit seinem Schläger im Gesicht getroffen hatte und für weitere zwei Spiele, als er einen Gegenspieler getreten hatte.

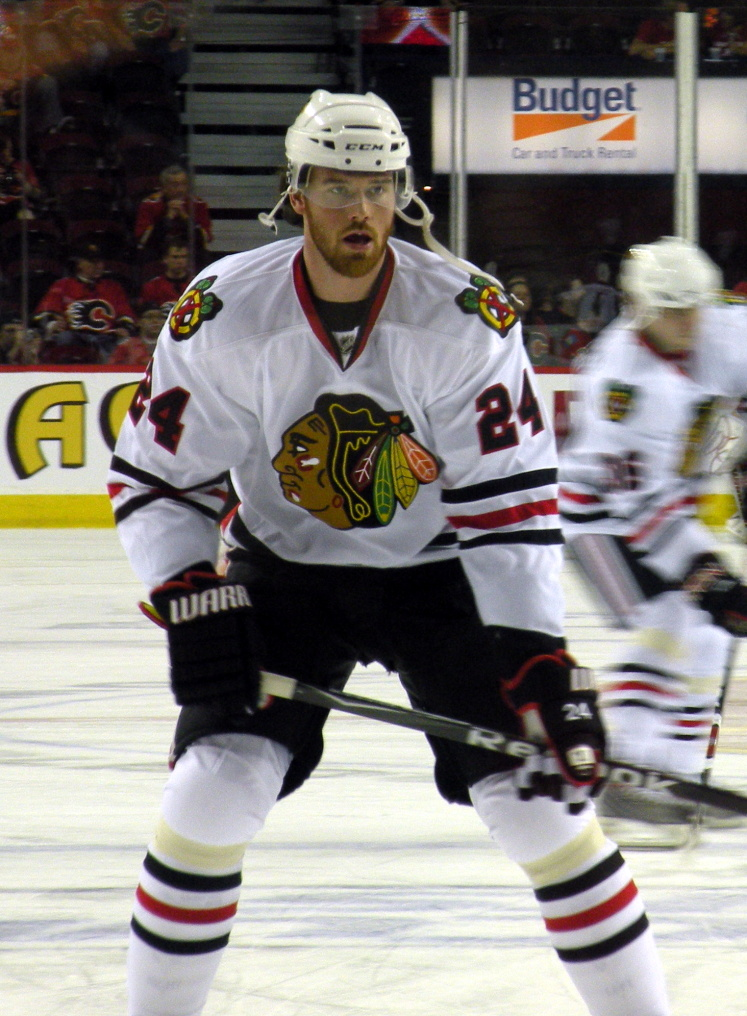
Havlát im Trikot der Chicago Blackhawks

Die NHL-Saison 2004/05 fiel wegen des Lockout aus und Havlát ging wie viele Spieler nach Europa um Eishockey zu spielen. Er verbrachte die Saison in seiner Heimat bei HC Znojemští Orli und HC Sparta Prag sowie in Russland bei Dynamo Moskau.
Die NHL nahm zur Saison 2005/06 den Spielbetrieb wieder auf und auch Havlát kehrte nach Nordamerika zurück. Doch nach wenigen Spielen musste er wieder eine Sperre absitzen, weil er einen Gegenspieler getreten hatte. Für fünf Spiele durfte er nicht ins Spielgeschehen eingreifen. Bei seinem ersten Spiel nach seiner Sperre schoss er vier Tore bei einem 10:4 gegen die Buffalo Sabres. Insgesamt holte er in den elf Spielen nach seiner Sperre elf Punkte, doch dann zog er sich eine schwere Schulterverletzung zu, weshalb er über vier Monate pausieren musste. Kurz vor Ende der Regulären Saison im April 2006 kehrte er zurück. In den Playoffs konnte er dann noch mal zeigen, was er kann und punktete 13 Mal in zehn Spielen.
Nach der Saison lief Havláts Vertrag aus und es wurde bekannt, dass er nur für ein Jahr bei den Senators unterschreiben würde. Auf der einen Seite war dem Management der Senators die Vertragslaufzeit zu kurz, auf der anderen Seite müsste man schnellstmöglich einen Ersatz für ihn finden. Die Senators gingen daraufhin mit den Chicago Blackhawks und den San Jose Sharks ein Transfergeschäft ein. Die Sharks sollten an Ottawa Tom Preissing und Josh Hennessy abgeben, dafür würde Ottawa Havlát und Bryan Smolinski nach Chicago transferieren und Chicago Mark Bell nach San Jose schicken.
Am 5. Oktober 2006 gab Havlat sein Debüt bei den Blackhawks und konnte mit zwei Toren und zwei Assists begeistern. Nach zwei Wochen und sieben absolvierten Spielen führte er die Liga mit 13 Punkten an, doch dann verletzte er sich am Knöchel und fiel längere Zeit aus. Am 9. Dezember gab er dann sein Comeback und konnte gleich wieder zweimal treffen, allerdings verlor sein Team. Die Blackhawks verpassten am Ende der Saison recht deutlich die Playoffs und Havlát war, obwohl er nur 56 Spiele absolvieren konnte, bester Scorer des Teams mit 57 Punkten.
Auch die Saison 2007/08 war geprägt von Verletzungen. Gleich nach dem ersten Saisonspiel fiel Havlát für fast zwei Monate wegen einer Schulterverletzung aus und kehrte erst Ende November wieder aufs Eis zurück, doch keine vier Wochen später musste er wegen einer Verletzung an der Leiste erneut für sechs Spiele pausieren. Havlát spielte bis Ende Februar 2008 in 35 Spielen und zeigte mit zehn Toren und 17 Assists gute Leistungen. Jedoch musste er auf Grund einer Schulteroperation die Saison vorzeitig beenden.
In der Saison 2008/09 stand er in 81 Spielen für die Blackhawks im Einsatz, schoss 29 Tore und sammelte 77 Punkte. In den Playoffs machte er mit 15 Punkten in 16 Spielen auf sich aufmerksam, verlor allerdings in den Conference Finals in fünf Spielen gegen die Detroit Red Wings. Zum Saisonende fand er mit den Chicago Blackhawks keine Einigung über eine Vertragsverlängerung und Havlát unterschrieb am 1. Juli 2009 einen Vertrag für sechs Jahre bei den Minnesota Wild, der ihm 30 Millionen Dollar einbringen wird. In der Saison 2009/10 kam er auf 73 Einsätze für die Wild und erzielte 54 Punkte.
Im Juli 2011 tauschte ihn das Management der Wild gegen Dany Heatley von den San Jose Sharks. Nach drei Jahren in San Jose lösten die Sharks seinen Vertrag im Sommer 2014 vorzeitig auf, sodass er sich im Juli den New Jersey Devils anschloss. Dort erfüllte er seinen Einjahresvertrag, erhielt jedoch keinen weiterführenden Kontrakt in New Jersey. In der Folge war er mehrere Monate ohne neuen Verein, bis er sich im Oktober 2015 auf Probebasis den St. Louis Blues anschloss, die ihn dann im November fest für ein Jahr verpflichteten. Nach nur einer Woche und zwei Pflichtspielen für die Blues wurde der Vertrag des Tschechen jedoch aus persönlichen Gründen aufgelöst.
Im Februar 2017 gab Havlát schließlich das offizielle Ende seiner aktiven Karriere bekannt.

### International
Im Jahr 2000 wurde er sowohl mit den U20-Junioren als auch den Herren Weltmeister.
Havlát nahm mit der tschechischen Eishockeynationalmannschaft an den Olympischen Winterspielen 2010 teil.

## Erfolge und Auszeichnungen
- 2001 NHL-Rookie des Monats März
- 2001 NHL All-Rookie Team
- 2002 Teilnahme am NHL YoungStars Game
- 2007 Teilnahme am NHL All-Star Game
- 2011 Teilnahme am NHL All-Star Game

### International
- 2000 Goldmedaille bei der U20-Junioren-Weltmeisterschaft
- 2000 Goldmedaille bei der Weltmeisterschaft
- 2011 Bronzemedaille bei der Weltmeisterschaft

## Karrierestatistik

### International
Vertrat Tschechien bei:
| - U18-Junioren-Weltmeisterschaft 1999 - U20-Junioren-Weltmeisterschaft 2000 - Weltmeisterschaft 2000 - Olympischen Winterspielen 2002 | - Weltmeisterschaft 2004 - World Cup of Hockey 2004 - Olympischen Winterspielen 2010 - Weltmeisterschaft 2011 |

(Legende zur Spielerstatistik: Sp oder GP = absolvierte Spiele; T oder G = erzielte Tore; V oder A = erzielte Assists; Pkt oder Pts = erzielte Scorerpunkte; SM oder PIM = erhaltene Strafminuten; +/− = Plus/Minus-Bilanz; PP = erzielte Überzahltore; SH = erzielte Unterzahltore; GW = erzielte Siegtore; 1 Play-downs/Relegation; Kursiv: Statistik nicht vollständig)